# ملعب أورلاندو سكاربيلي
تم افتتاح ملعب كرة القدم أورلاندو سكاربيلي في 27 مايو 1961 في حي إستريتو، فلوريانوبوليس، سانتا كاتارينا، بسعة قصوى تبلغ 19,584 متفرجًا. الملعب مملوك لنادي فيغويرينسي. تم تسميته بهذا الإسم تكرينماً لأورلاندو سكاربيلي، الذي كان رئيساً لنادي فيغورينسي، وتبرع بموقع الأرض الذي تم بناء الاستاد عليه.

## التاريخ
بدأ بناء الملعب في سبتمبر 1940. في عام 1958، تم إطلاق الملعب لاستخدامه كمجال تدريب. خلال ذلك الوقت، لعب نادي فيغورينسي في ملعب ألفريدو كوندر.
أقيمت المباراة الافتتاحية في 27 مايو 1961، عندما فازأتلتيكو كاتارينسي على فيغورينسي 4-0. سجل الهدف الأول بالملعب من قبل فريق أتليتكو كاتارينيسي با. أقيمت مباراة العودة بين فيغورينسي وفيتوريا في 15 أغسطس 1973. قبل ذلك التاريخ بقليل، تم الانتهاء من المدرجات المعدنية ونظام الإضاءة وغرف الملابس والميدان.
في 6 يونيو2007، بلغ سجل الحضور بالملعب 18,185 متفرجاً، عندما تغلب فلومينينسي على  فيغورينسي 1-0، وأصبح بطل كوبا دو برازيل لكرة القدم 2007.
في عام 2000، تم استبدال قسم كولونينا ( هي المدرجات حيث يلتزم المشجعين على الوقوف، وكذلك فهو معروف في البرازيل باسم جيرايس، أي الجنرالات، أو المشاعات) في الملعب بواحده أكثر راحة. وفي نفس العام تم بناء السياج السلكي حول المدرجات في عام 2002، تم بناء نظام الإضاءة الجديد وكابينة الضغط. في عام 2005، أصبح أورلاندو سكاربيلي ملعبًا مجهز بالكامل بالمقاعد.

## حفلات الموسيقية
- قدم إريك كلابتون حفلاً في 14 أكتوبر1990 خلال جولته العالمية " جورنيمان".
- قدمت شاكيراعرضًا في الملعب في 10 ديسمبر 1996 خلال جولتها بيس ديسكالزوس.
- قدمت فرقة بلاك آيد بيز حفلاً في 1 نوفمبر 2010 خلال جولتها رحلة ذا إند حول العالم.

## الروابط الخارجية
- معابد كرة القدم
- الموقع الرسمي فيغويرنس

1. ↑  مذكور في: جيونيمز. الوصول: 6 أبريل 2015. لغة العمل أو لغة الاسم: الإنجليزية. تاريخ النشر: 2005.